# Ніку Влад
Ніку Влад (1 листопада 1963) — румунський важкоатлет.
Олімпійський чемпіон 1984 року в категорії до 90 кг, срібний призер 1988 року в категорії до 100 кг, бронзовий призер 1996 року в категорії до 108 кг, учасник 1992 року.
Чемпіон світу 1984 (до 90 кг), 1986 (до 100 кг), 1990 (до 100 кг), 1994 (до 108 кг, в сумі), 1994 (до 108 кг, в ривку), 1994 (до 108 кг, в поштовху) років, срібний призер 1987 (до 100 кг), 1989 (до 100 кг), 1995 (до 108 кг), 1994 (до 108 кг) років, бронзовий призер 1985 року в категорії до 100 кг.
Чемпіон Європи 1985 (до 100 кг), 1986 (до 100 кг) років, срібний призер 1987 (до 100 кг), 1989 (до 100 кг), 1990 (до 100 кг), 1996 (до 108 кг) років.